# Thomas Klein (Germanist)
Thomas Klein (* 23. September 1943) ist ein deutscher germanistischer Mediävist und Linguist. Er ist Professor im Ruhestand für ältere deutsche Sprache und Literatur der Universität Bonn.

## Leben
Klein studierte in Bonn unter anderem bei Günther Jungbluth ältere deutsche Sprache und Literatur, Germanische Philologie und Linguistik und wurde dort 1973 promoviert mit einer Arbeit zur Wechselbeziehung zwischen altsächsischen und althochdeutschen Schreibweisen. In Bonn erfolgte 1983 die Habilitation mit einer Arbeit Untersuchungen zu den mittelhochdeutschen Literatursprachen des 12. und 13. Jahrhunderts. Die Universität Köln berief ihn 1985 auf eine ordentliche Professur und 1993 folgte er dem Ruf nach Bonn, wo er 2008 emeritiert wurde.
Thomas Klein lehrte und forscht zur Historischen Sprachwissenschaft, Linguistik der älteren deutschen Sprache und altgermanischen Sprachen sowie zu deren Literaturen. Als Hauptwerk sind die Forschungen zu den Schreibsprachen in mittelhochdeutscher Zeit zu nennen, vor allem das von ihm initiierte Projekt einer neuen korpusbasierten Grammatik des Mittelhochdeutschen.
Er ist Mitherausgeber der Reihe Sammlung kurzer Grammatiken germanischer Dialekte. Des Weiteren ist er Preisträger des Conrad-Borching Preis für niederdeutsche und friesische Sprach- und Literaturwissenschaft der Alfred-Toepfer-Stiftung 1981.

## Veröffentlichungen (Auswahl)
- „ramschoup“ und „îwîn loup“. In: Zeitschrift für deutsches Altertum und deutsche Literatur. Band 106, 1977, S. 358–367.
- Studien zur Wechselbeziehung zwischen altsächsischem und althochdeutschem Schreibwesen und ihrer sprach- und kulturgeschichtlichen Bedeutung (= Göppinger Arbeiten zur Germanistik. Band 205). Kümmerle, Göppingen 1977 (zugleich Dissertation).
- als Hrsg. mit Hans-Joachim Solms und Klaus-Peter Wegera: Hermann Paul. Mittelhochdeutsche Grammatik. 25., neu bearbeitete Auflage. De Gruyter, Berlin/New York 2007.
- als Hrsg. mit Hans-Joachim Solms und Klaus-Peter Wegera: Mittelhochdeutsche Grammatik. Teil 3: Wortbildung. Berlin 2009.